# Salto (département)
Pour les articles homonymes, voir Salto.
Le département de Salto est situé dans le nord-ouest de l'Uruguay. Il a pour capitale la ville de Salto qui est la plus grande ville du Nord et du Centre de l'Uruguay.

## Géographie
Au nord, le département de Salto est délimité par celui d'Artigas, à l'est par ceux de Rivera et de Tacuarembó tandis qu'au sud, il confine avec celui de  Paysandú. 
À l'ouest, il est bordé par le rio Uruguay qui le sépare de l'Argentine tout en servant de frontière nationale avec l'Uruguay.
C'est, après le département de Tacuarembó, le deuxième territoire le plus étendu de l'Uruguay, se situant juste avant celui du Paysandú dont il est issu depuis sa partition en 1837.  Toutefois, il ne représente que 8,02 % du territoire national par sa superficie.
Le département de Salto possède de nombreux affluents de rive gauche du fleuve Uruguay dont les deux principaux sont le río Arapey Grande et le río Daymán.
- Le río Arapey Grande roule ses eaux au nord du département dont la vallée est située entre deux chaînes de collines, la cuchilla de los Arapeyes (au nord, elle sert également de limite départementale avec l'Artigas), et la cuchilla del Daymán (qui traverse le département du sud-est vers le nord-ouest). Tout à l'est, à la limite avec le Tacuarembó, dans la cuchilla de Haedo naissent les rivières Arapeyes.

- Dans la partie méridionale du département s'écoule le río Daymán sur un long cours de 210 km, d'orientation générale sud-est-nord-ouest et arrose le site thermal de Termas del Daymán, situé à une dizaine de kilomètres au sud de la capitale départementale Salto. Il sert ausi de délimitation départementale avec le Paysandú jusqu'à son embouchure dans le fleuve Uruguay.

Si le Département de Salto a été créé en 1837, sa belle capitale, appelée aussi Salto Oriental, existe depuis 1756. Elle fut fondée sur la rive gauche du río Uruguay, à une courte distance des chutes qui parsèment le cours inférieur du fleuve, appelées Salto Grande et Salto Chico, d'où son nom. La capitale départementale est distante de Montevideo de 495 km par la Route 3, appelée «Général José Artigas». Elle est la ville la plus importante de son département comme de tout le Nord et le Centre de l'Uruguay et y exerce une forte influence urbaine.
Le climat subtropical y est certes chaud et humide mais propice à l'agriculture grâce également à la fertilité du sol alluvial de la plaine fluviale arrosée par le río Uruguay et ses nombreux affluents.

## Histoire
En 1756, la ville de Salto est créée par le gouverneur espagnol de Montevideo Don José Joaquín de Viana. C'était au départ un fort pour protéger les populations vivant plus au sud de la menace portugaise, et ce fort comptait environ 400 soldats. Puis la ville se construisit autour de ce fort.

En 1811, près de 11 000 personnes aidèrent le général Artigas à former un camp de rebelles sur les cataractes (d'où vient le nom de Salto du département, en effet Salto signifie, saut, chute ou cataracte) du fleuve Uruguay pendant presque un mois.

Le département de Salto fut quant à lui créé le 17 juin 1837. Il faisait alors partie du département de Paysandú, qui comprenait jusque-là tout le territoire situé au nord de la Rivière Noire (río Negro).

## Population

### Villes les plus peuplées
Selon le recensement de 2004. 

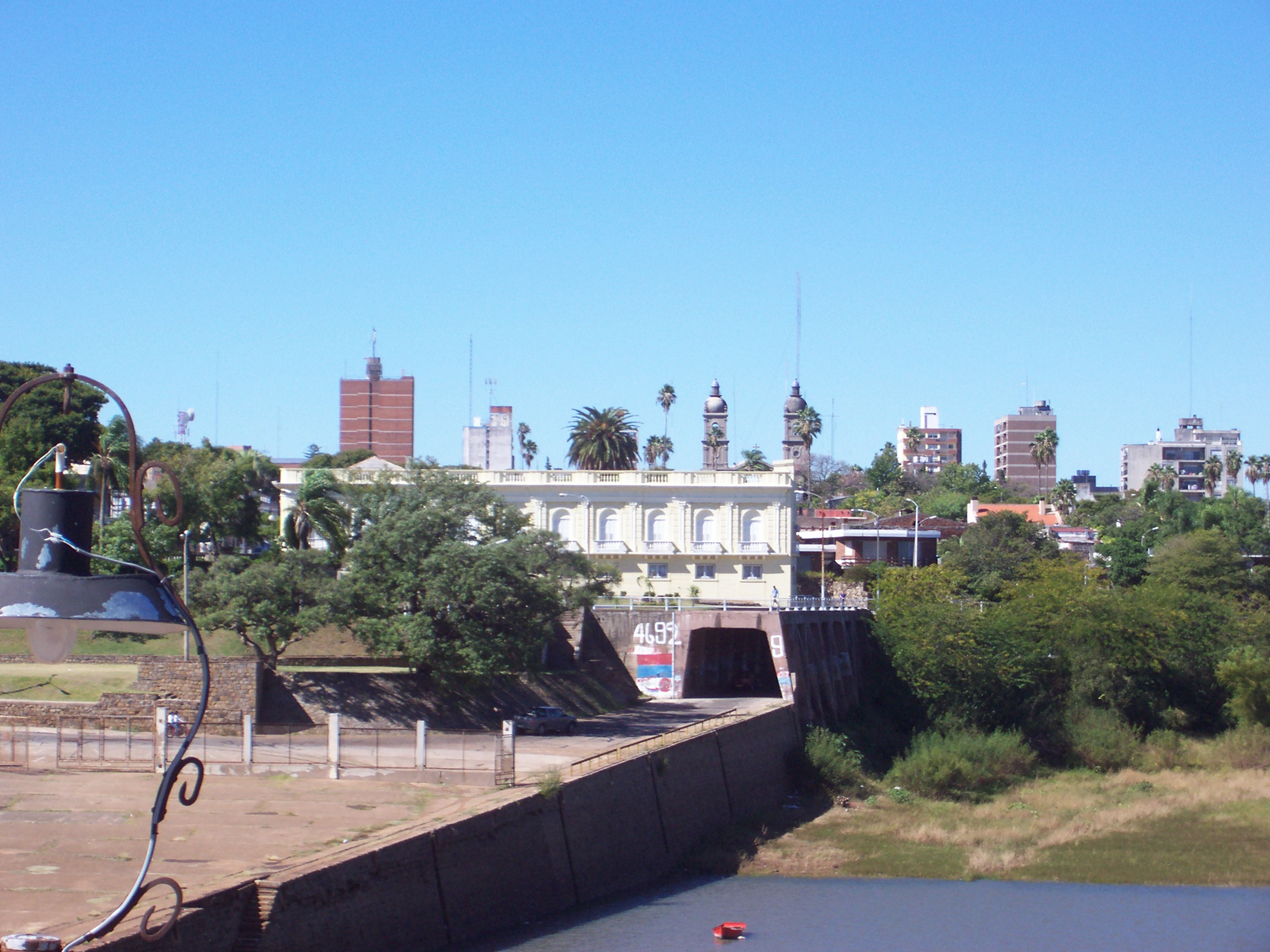
La ville de Salto.

Voir également les chiffres du recensement de l'année 2011 pour le departement de Salto,  dernier en date pour l'Uruguay.
| Ville            | Population |
| ---------------- | ---------- |
| Salto (capitale) | 99 072     |
| Constitución     | 2 844      |
| Belén            | 2 030      |
| Pueblo Lavalleja | 1 049      |

### Autres municipalités

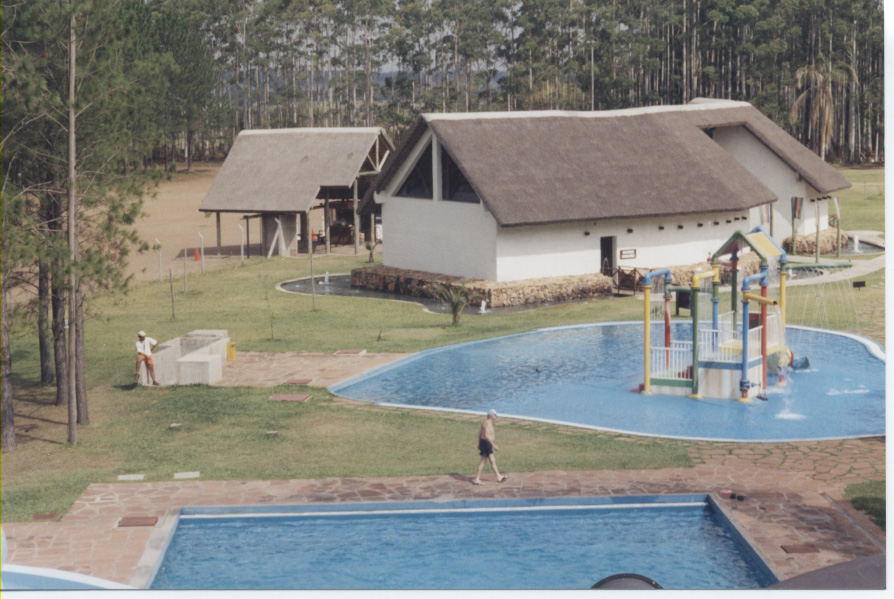
Station thermale de Salto Grande.

| Municipalité        | Population |
| ------------------- | ---------- |
| San Antonio         | 866        |
| Colonia 18 de Julio | 706        |
| Rincón de Valentín  | 688        |
| Albisu              | 464        |
| Colonia Itapebí     | 371        |
| Biassini            | 366        |
| Termas del Daymán   | 331        |
| Saucedo             | 326        |
| Garibaldi           | 316        |
| Fernández           | 299        |
| Termas del Arapey   | 256        |
| Sarandí del Arapey  | 215        |
| Arenitas Blancas    | 210        |
| Puntas de Valentín  | 203        |
| Chacras de Belén    | 194        |
| Laureles            | 190        |
| Cuchilla de Guaviyú | 151        |
| Palomas             | 116        |
| Pueblo Cayetano     | 88         |
| Celeste             | 83         |
| Paso Cementerio     | 75         |
| Guaviyú del Arapey  | 63         |

## Économie
Le département vit principalement de l'élevage, en particulier bovin puisque qu'avec 674 363 bovins dont 217 404 vaches, il est le troisième producteur du pays. Il est aussi le premier producteur d'ovins avec 2 943 943 ovins, dont 1 276 943 brebis, d'où les éleveurs tirent la laine (10 500 000 kg par an) et la viande.
Dans le domaine de l'agriculture, la production est très importante avec 3 700 hectares de champs dont 150 ha sous serres. La production de tomates y est la plus importante avec une production de 160 000 kg par ha, il y a aussi les vignes. Le maïs et les autres céréales sont produits sur 4 000 ha, la production en est donc moins importante.
Le tourisme prend actuellement de plus en plus d'importance dans le département qui mise sur le thermalisme et sur les visites culturelles de ses villes à l'architecture ancienne.